# Rotman (wieś)
Rotman – wieś w Słowenii, w gminie Juršinci. W 2018 roku liczyła 173 mieszkańców.